# Korps Militaire Politie
Het Korps Militaire Politie (KMP) is de politiedienst in Suriname die verantwoordelijk is voor beveiliging en wetshandhaving binnen de Surinaamse militaire organisatie. Het Korps Militaire Politie is een zelfstandig onderdeel van het Nationaal Leger.
Luitenant-kolonel Petrus Wasimin is de Commandant van het Korps Militaire Politie (stand 2021).

## Taken
Het KPM is onder meer belast met:
- het verrichten van politiewerkzaamheden t.b.v. het Nationaal Leger zowel in Paramaribo als op de detachementen en in de districten;
- het op aanvraag verlenen van assistentie aan het Korps Politie Suriname (KPS);
- zorg dragen voor orde, rust en veiligheid bij zittingen van de krijgsraad;
- motor-escortes voor hoogwaardigheidsbekleders, alsook bij prioriteittransporten;
- toezicht op grensoverschrijding d.m.v. het uitvoeren van immigratiewerkzaamheden op J.A. Pengel International Airport en de aangewezen grensdoorlaatposten in Suriname (de districten Nickerie (South Drain), Marowijne (Albina) en Paramaribo (vliegveld Zorg & Hoop));
- deelname in het bijzonder opsporingsteam JAP-team (team belast met de controle op drugstransporten vanuit J.A. Pengel International Airport;
- ondersteunen van de anti-narcoticadienst van het Korps Politie Suriname (KPS);
- specialistische opsporingswerkzaamheden (controle op echtheid van reisdocumenten bij grensoverschrijding en andere technische-recherchewerkzaamheden);
- controle en toezicht op de veiligheid van de burgerluchtvaart door middel van veiligheidscontrole op passagiers in het grensgebied;
- opsporen en onderzoeken van strafbare feiten gepleegd door militairen (ook door burgers indien die in vereniging met militairen strafbare feiten hebben gepleegd).

## Motoren

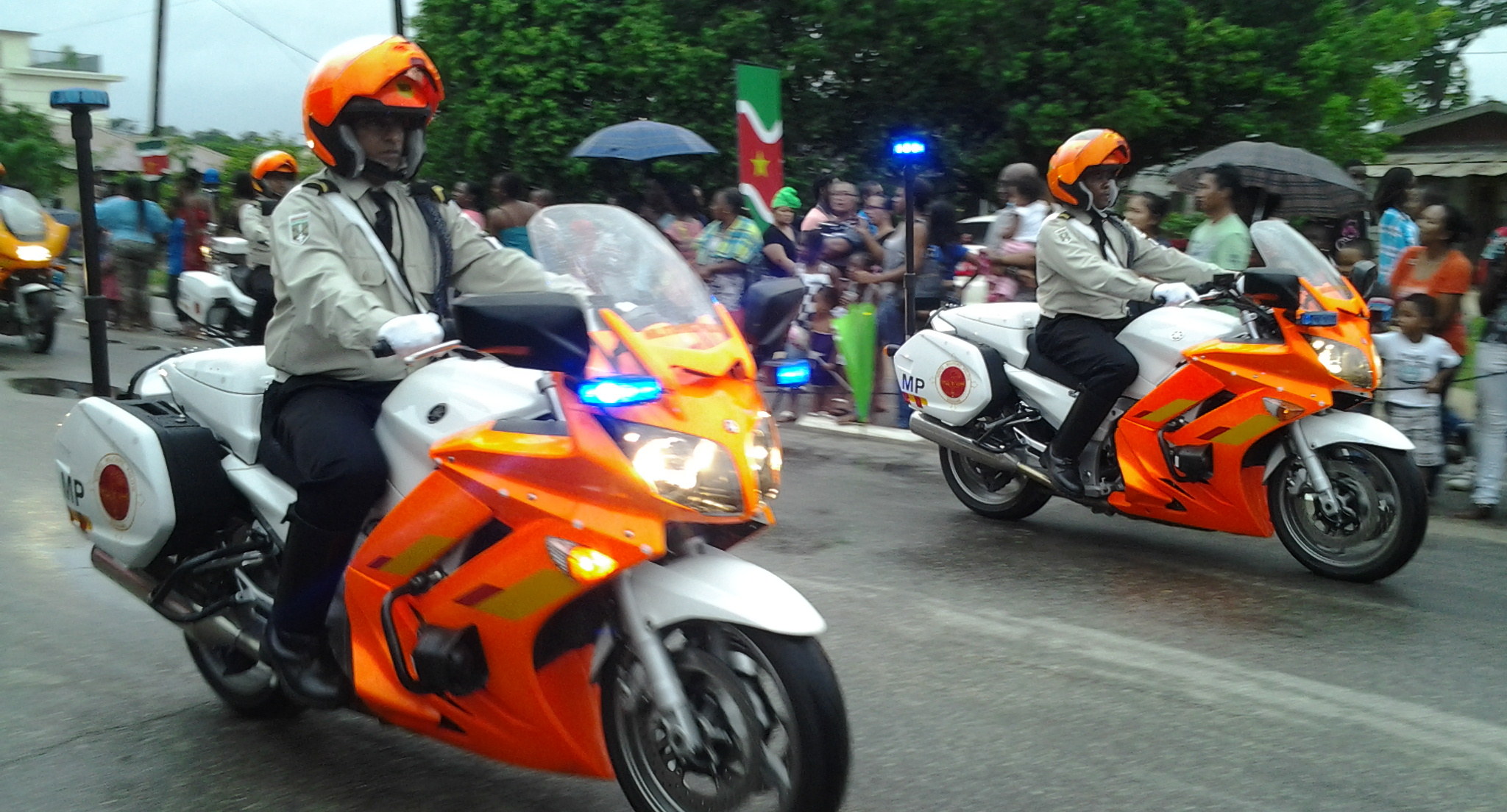
Militaire politieagenten

De Motor Brigade van het Korps Militaire Politie werd medio jaren 2014 voorzien met een levering van nieuwe motoren.
Het korps heeft rond de twintig motorfietsen die onder meer worden gebruikt voor escortes, zoals:
- tijdens officiële verplaatsingen van de President van de Republiek Suriname;
- van buitenlandse bezoekende staatshoofden en opperofficieren;
- van militaire colonnes;
- van het Nationaal Leger tijdens parades, defilés en andere publieke optredens;
- bij begrafenis met militair eerbetoon;
- bij gemengde operaties.